# Pokrajina Padova
Pokrajina Padova (v italijanskem izvirniku Provincia di Padova [provìnča di pàdova]) je ena od sedmih pokrajin, ki sestavljajo italijansko deželo Benečija. Meji na severu s pokrajinama Treviso in Vicenza, na vzhodu z Metropolitanskim mestom Benetke, na jugu s pokrajino Rovigo in na zahodu s pokrajinama Verona in Vicenza. Zavzema tudi majhen del Beneške lagune.

## Večje občine
Glavno mesto je Padova, ki šteje preko 210.000 prebivalcev, ostale večje občine so (podatki 31.12.2006):
| Mesto             | Prebivalcev |
| ----------------- | ----------- |
| Padova            | 210.301     |
| Selvazzano Dentro | 21.731      |
| Vigonza           | 20.901      |
| Albignasego       | 20.696      |
| Cittadella        | 19.777      |
| Abano Terme       | 19.136      |
| Piove di sacco    | 18.271      |
| Monselice         | 17.495      |
| Este              | 16.864      |
| Cadoneghe         | 15.576      |

## Naravne zanimivosti
Glavna zaščitena področja so:
- Regijski park Colli Euganei (Parco regionale dei Colli Euganei)
- Regijski park reke Sile (Parco regionale del Fiume Sile)
- Mokrišče pri Onari (Riserva naturale regionale di interesse locale di Tombolo).

## Zgodovinske zanimivosti
Mestna komuna Padova je bila najhujši nasprotnik dinastije, ki je v srednjem veku gospodovala večini današnje Benečije: to so bili Ezzelini ali Ecelini [edzelìni, ečelìni]. Verjetno so bili potomci germanskega vojščaka, ki je leta 1036 spremljal Konrada II. v Pavio. Do leta 1199 so imeli sedež v kraju Onara (danes v občini Tombolo). Najbolj znan med njimi je gotovo Ezzelino III. Grozni, ki je - med drugim - v istem dnevu baje dal pobiti kar 10.000 padovancev. Omembe vreden je pa tudi njegov oče Ezzelino II., znan s pridevkom menih, ker je preživel zadnja leta v samostanu. Bil je poročen štirikrat in preživelo ga je kar deset otrok. Tudi njegova hči Cunizza [kunìca], sestra Ezzelina Groznega, se je poročila petkrat in si tudi izven zakona pridobila vzdevek Venerina hči, a v zrelih letih se je predala izključno religiji in spokornosti. Dante Alighieri, ki jo je osebno poznal, jo je postavil v raj. Pri osemdesetem letu starosti se je zatekla v samostan in ni znano leto njene smrti.